# Надеждинское сельское поселение (Пестречинский район)
Надеждинское се́льское поселе́ние (тат. Надеждино авыл җирлеге) — муниципальное образование в Пестречинском районе Республики Татарстан.
Административный центр — деревня Надеждино.

## История
Статус и границы сельского поселения установлены Законом Республики Татарстан от 31 января 2005 г. № 33-ЗРТ «Об установлении границ территорий и статусе муниципального образования „Пестречинский муниципальный район“ и муниципальных образований в его составе».

## Население
| 2010 | 2011 | 2012 | 2013 | 2014 | 2015 | 2016 |
| ---- | ---- | ---- | ---- | ---- | ---- | ---- |
| 316  | →316 | ↘310 | ↗314 | ↗325 | ↘324 | ↘318 |
| 2017 | 2018 |      |      |      |      |      |
| ↗321 | →321 |      |      |      |      |      |

## Состав сельского поселения
| № | Населённый пункт | Тип населённого пункта          | Население |
| - | ---------------- | ------------------------------- | --------- |
| 1 | Аркатово         | село                            |           |
| 2 | Надеждино        | деревня, административный центр |           |
| 3 | Петрово          | деревня                         |           |
| 4 | Средняя Ия       | село                            |           |